# James Brown (football)
Pour les articles homonymes, voir Brown et James Brown (homonymie).
James Brown, né le 31 juillet 1862 à Blackburn (Angleterre), mort le 4 juillet 1922 à Blackburn (Angleterre), est un footballeur anglais, qui évoluait au poste d'attaquant à Blackburn Rovers et en équipe d'Angleterre.
Brown a marqué trois buts lors de ses cinq sélections avec l'équipe d'Angleterre entre 1881 et 1885.

## Carrière
- 1880-1885 : Blackburn Rovers [1]

## Palmarès

### En équipe nationale
- Cinq sélections et trois buts avec l'équipe d'Angleterre en 1881 et 1885.

### Avec Blackburn Rovers
- Vainqueur de la Coupe d'Angleterre de football en 1884, 1885 et 1886.
- Finaliste de la Coupe d'Angleterre de football en 1882.